# 弦楽四重奏のための書
弦楽四重奏のための書（げんがくしじゅうそうのためのしょ、仏: Livre pour Quatuor）はピエール・ブーレーズが作曲した弦楽四重奏曲。1948年から1949年までに大部分を書き上げたものの、2016年に没するまで完成することができなかった作品である。作曲年代は(1948～1949年/1954年/1962年/2002年/2012年/2017年)になる。

## 概要
原題は『四重奏のための書 弦楽四重奏のために』である。本格的にブーレーズが音列主義者としての道を歩み始めた頃に作曲された。まだメシアンの『音価と強度のモード』とフイヴァールツの『2台のピアノのためのソナタ』は作曲されていない。シュトックハウゼンやノーノはこの時期は弦楽四重奏のための作曲を拒絶しており、「前衛三羽烏」と呼ばれた彼ら3人の中では最も着手が早かった。
IVのみ欠落という形で、1960年にウジェル社より出版された。現在はルデュック社が出版を引き受けている。
曲自体は、続けて演奏したり、無秩序に演奏したり、断片を分けて演奏することが認められている一連の「シート」からなっており、形式の解体が試みられている。
演奏時間は、2012年版で約1時間。

## 受容
しかし、この作品の公開は演奏の難しさのためにかなり遅れた。ERATOからパレナン弦楽四重奏団が1970年に吹き込んだ際も、全曲の録音ではなくIIとIVとVIは未完成のため収録できなかった。それから15年後、IVのみ完成できないことを公表し、Ia-Ib-II-IIIa-IIIb-IIIc-V-VIの形で、アルディッティ弦楽四重奏団が初演した。このヴァージョンで収録に成功したのはパリジ弦楽四重奏団だが、2000年に入ってもIVは完成できなかった。
ブーレーズは老境に入って、Ia-Ib-II-IIIa-IIIb-IIIc-V-VIの形で2012年に最終的な校訂を行い、ディオティマ弦楽四重奏団によってCDリリースが行われた。
2016年にブーレーズが亡くなった後、Jean-Louis Leleuとフィリップ・マヌリが遺稿を整理し、IVをなんとか演奏できる状態にまで補筆完成させ、2018年にIVが含まれたヴァージョンの世界初演が2018年4月10日に行われた。この際、IとIIIの演奏順序が初めて固定された。
作曲者本人によるオリジナル版の録音は、上記のパレナンとパリジとディオティマ弦楽四重奏団によるものである。マヌリによるIVの入った全曲補筆校訂版の録音はディオティマ弦楽四重奏団によるものが存在する。極めて早い段階で、代表作としてラルース世界音楽作品事典に掲載されながら、全くと言ってよいほど演奏の機会に恵まれていない作品である。

## 備考
『弦楽合奏のための本（フランス語版）』はIaとIbを弦楽合奏用に直したもので、約10分ほどの作品である。こちらはよくブーレーズ本人が指揮しており、自作自演の録音もある。